# Stadio do Bonfim
Lo stadio do Bonfim (in portoghese Estádio do Bonfim) è uno stadio situato a Setúbal, in Portogallo. Inaugurato il 16 settembre 1962, ospita le partite casalinghe del Vitória Futebol Clube. Ha una capienza di 18 694 posti asedere.
Inizialmente poteva ospitare 30 000 spettatori, poi, anche per via dell'ammodernamento e della necessità di rispettare più stringenti norme di sicurezza, la capienza è stata ridotta a 21 000 e in seguito a 18 694 posti.